# Big Mac-index

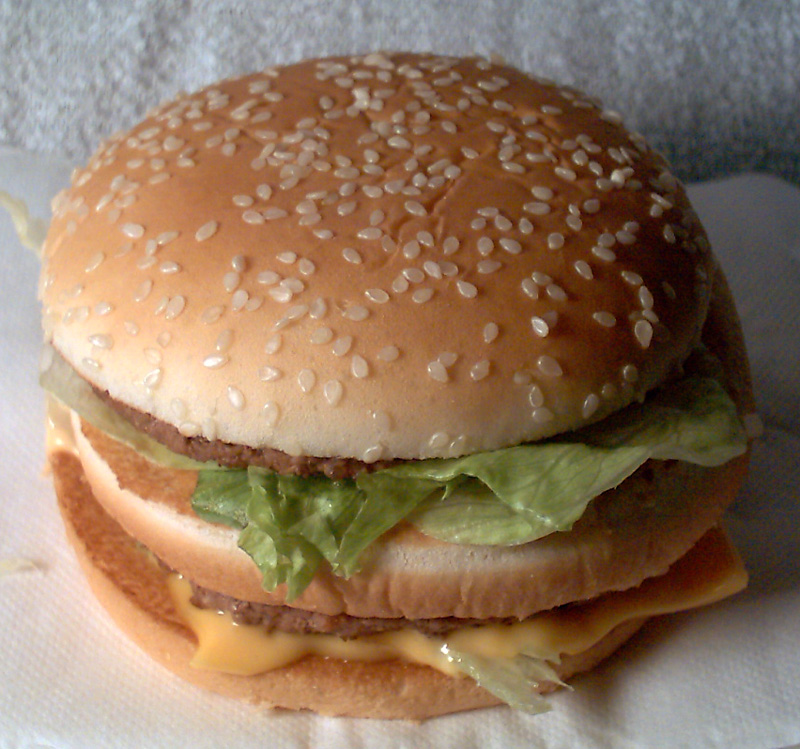
Een McDonald's Big Mac.

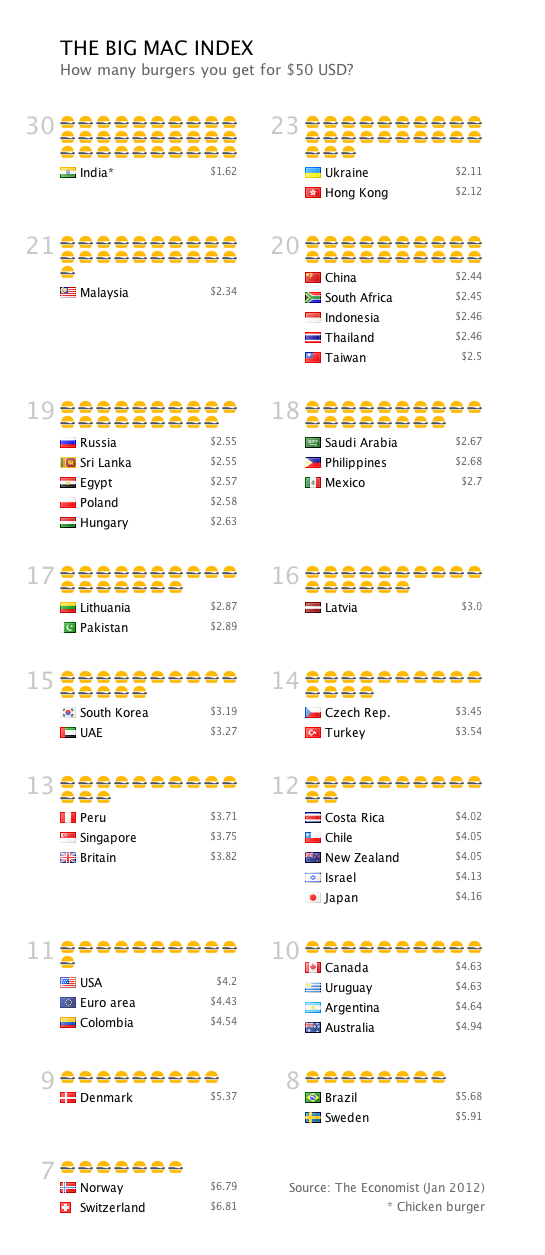
Hoeveel hamburgers krijg je voor US$50 (€43,64)? (januari 2012)

De Big Mac-index is een informele berekeningswijze van koopkrachtpariteit gebaseerd op de prijs van een Big Mac (een hamburger van de mondiale restaurantketen McDonald's) in een bepaald land. De index is een schepping van het Britse weekblad The Economist in 1986 en maakt een vergelijking tussen de verschillende valuta's ten opzichte van de Amerikaanse dollar. Door de koopkracht van de dollar te vergelijken met die van een andere munt, kan men zien hoeveel dollars die munt 'eigenlijk' waard is en of de wisselkoers te hoog of te laag is. De koopkrachtvergelijking doet men in dit geval heel eenvoudig, door te kijken naar de prijs van een Big Mac, die overal ter wereld wordt gefabriceerd en verkocht. Zo kan men een beoordeling maken van de geldende wisselkoersen.
Zo kostte een Big Mac in juni 2005 in vier Amerikaanse steden gemiddeld US$ 3,06 en in de Eurolanden gemiddeld € 2,91. Voor US$ 3,06 kon men hetzelfde kopen als voor € 2,91 – de 'werkelijke' waarde van een euro zou dus 3,06/2,91 = 1,05 dollar zijn. Dat betekent dat de wisselkoers van dat moment (US$ 1,23 voor een euro) 17% te hoog was. Volgens dezelfde redenering was de Russische roebel 52% ondergewaardeerd en de Noorse kroon 98% overgewaardeerd.
De rechtvaardiging van deze index is dat een Big Mac een soort 'mandje' van producten is (vlees, brood, sla, maar ook arbeid en elektriciteit), dus een redelijke doorsnee van het prijsniveau in een economie. Aangezien McDonald's bijna overal gevestigd is en overal lokaal inkoopt, is de vergelijking interessant. Het blad zelf noemt het "a more fun way to understand exchange rates than textbooks."
De Big Mac-index bestaat sinds 1986 en wordt tweemaal per jaar gepubliceerd. In januari 2004 heeft The Economist ter vergelijking de Tall Latte index berekend, gebaseerd op de prijs van een kopje koffie bij Starbucks. De bank UBS kwam in 2003 met "Working time needed to buy a Big Mac", een index van arbeidsproductiviteit die geïnspireerd is op de Big Mac-index.
De Big Mac-index is bedacht door Pam Woodall, een redactrice van The Economist.

## Cijfers
Top 6 duurste (18 juli 2018)
1. Zwitserland – $6,57 (€5,58)
2. Zweden – $5,83 (€4,97)
3. Verenigde Staten – $5,51 (€4,70)
4. Noorwegen – $5,22 (€4,46)
5. Canada – $5,08 (€4,32)
6. Europese Unie – $4,76 (€4,16)

Top 6 goedkoopste (18 juli 2018)
1. Egypte – $1,75 (€1,49)
2. Oekraïne – $1,91 (€1,52)
3. Rusland – $2,09 (€1,78)
4. Maleisië –  $2,10 (€1,79)
5. Indonesië – $2,19 (€1,87)
6. Taiwan – $2,27 (€1,94)

Top zes snelst verdiende (juli 2015)
1. Hongkong - 8,6 min
2. Luxemburg - 10,3 min
3. Japan, Tokio - 10,4 min
4. Zwitserland, Zürich - 10,6 min
5. Verenigde Staten, Miami - 10,7 min
6. Zwitserland, Genève - 10,8 min

Top zes traagst verdiende (juli 2015)
1. Kenia, Nairobi - 172,6 min
2. Filipijnen, Manilla - 87,5 min
3. Mexico, Mexico City - 78,4 min
4. Indonesië, Jakarta - 66,7 min
5. Egypte, Cairo - 62,5 min
6. Oekraïne, Kiev - 54,7 min